# Tegneby socken
Tegneby socken i Bohuslän ingick i Orusts västra härad, ingår sedan 1971 i Orusts kommun och motsvarar från 2016 Tegneby distrikt.
Socknens areal är 65,97 kvadratkilometer varav 65,52 land. År 2000 fanns här 1 356 invånare.  Orten Nösund samt sockenkyrkan Tegneby kyrka ligger i socknen.   

## Administrativ historik
Tegneby socken har medeltida ursprung.
Den 1 januari 1947 (enligt beslut den 27 september 1945) överfördes till Tegneby socken från Morlanda socken hemmanet Rålandsberg med 10 invånare och omfattande 0,87 km², varav 0,86 km² land.
Vid kommunreformen 1862 övergick socknens ansvar för de kyrkliga frågorna till Tegneby församling och för de borgerliga frågorna bildades Tegneby landskommun. Landskommunen utökades 1952 och uppgick 1962 i Östra Orusts landskommun som 1971 uppgick i Orusts kommun.
1 januari 2016 inrättades distriktet Tegneby, med samma omfattning som församlingen hade 1999/2000.  
Socknen har tillhört län, fögderier, tingslag och domsagor enligt vad som beskrivs i artikeln Orusts västra härad. De indelta båtsmännen tillhörde 1:a Bohusläns båtsmanskompani..

## Geografi och natur
Tegneby socken ligger på södra Orust med Stigfjorden i söder med skärgård och öar som Lyrön. Socknen består till största delen av bergsmassiv som genomskärs av flera uppodlade och bebyggda sprickdalar, som i trakten runt kyrkan i öster öppnar sig till en mindre slätt, Gillebygden.
I socknen finns det kommunala naturreservatet Valön som delas med Stala socken.

## Befolkningsutveckling
Befolkningen ökade från 1 220 1810 till 2 577 1880 varefter den minskade till 995 1970 då den var som minst under 1900-talet. Därefter vände folkmängden uppåt igen till 1 293 1990.

## Fornlämningar
Över 100 boplatser, fyrs dösar och tio gånggrifter från stenåldern har påträffats. Från bronsåldern finns över 100 gravrösen och skålgropsförekomster. Från järnåldern finns fyra mindre gravfält och en fornborg.

## Namnet
Namnet skrevs 1360 Thegnabear och kommer från en gård. Namnet innehåller thegn, 'fri man; krigare' och by, 'gård; by'.